# Daniel Alberto Dessein
 Daniel Alberto Dessein  (Buenos Aires, 15 de septiembre de 1926-San Miguel de Tucumán, Argentina; 24 de mayo de 2010), fue un periodista, fundador de La Gaceta Literaria y su director durante más de seis décadas, nieto del fundador de La Gaceta Alberto García Hamilton, y al tiempo de fallecer era el decano de los periodistas de La Gaceta y miembro del director de la entidad propietaria de la misma La Gaceta S.A.. 

## Actividad profesional
Ingresó a trabajar en La Gaceta en 1944 en la sucursal Buenos Aires y a partir de 1949 se radicó en Tucumán; pasó por distintos cargos -aspirante, reportero, cronista, redactor, columnista político, secretario de dirección, subdirector entre 1956 y 1970 y director editor y gerente general entre 1971 y 1990. También fue miembro de directorio, vicepresidente y presidente de la sociedad La Gaceta S.A., propietaria del periódico. 
El domingo 28 de agosto apareció en La Gaceta, bajo su dirección la "Página literaria" que en 1979 se convirtió en "Suplemento Literario" pasando de dos a cuatro páginas y, más adelante, pasó a ser La Gaceta Literaria, un suplemento que es considerado una de las publicaciones culturales más prestigiosas de habla española,[cita requerida] donde han colaborado, entre otros, Rafael Alberti, Adolfo Bioy Casares, Jorge Luis Borges, Ray Bradbury, Rosendo Fraga, Tulio Halperín Donghi, Félix Luna, Tomás Eloy Martínez, Víctor Massuh, Joaquín Morales Solá, Manuel Mujica Lainez, Victoria y Silvina Ocampo, Alejandra Pizarnik, Abel Posse, Luis Alberto Romero, Roberto Cortés Conde, Carlos Floria, James Neilson, Augusto Roa Bastos, Ernesto Sabato, Juan José Sebreli, Eduardo van der Kooy, María Elena Walsh y el premio Nobel Odysseas Elytis. 
Algunos de los artículos allí publicados fueron compilados por Dessein en el libro Reinventar la Argentina, del año 2003. 
Cubrió las giras del presidente Arturo Frondizi a los Estados Unidos, en 1959, y a Europa, en 1960. En 1969 viajó a Nueva York y Washington D. C. como representante argentino invitado por las autoridades de la Universidad de Columbia, Estados Unidos, a participar del quinto seminario especial para directivos periodísticos latinoamericanos. Durante muchos años tuvo una columna política firmada en La Gaceta y otra columna de internacionales.
En 1998 fue designado miembro de número de la Academia Nacional de Periodismo, siendo el primer representante de la prensa del interior en la misma. Entre los muchos galardones que recibió se cuentan los Premios Konex de Platino en la categoría literaria en 1987 y en 2007.

## Premios
- Premio Konex de Platino en la categoría literaria en 1987 y en 2007.
- Premio de la Fundación Severo Vaccaro, que le entregó el premio Nobel Luis Federico Leloir.
- Mención especial del Premio Mariano Moreno a la producción periodística en 1960 y 1961 por su cobertura de las giras presidenciales argentinas de 1959 y 1960.
- Premio Revista Comentario, en 1969.
- Plaqueta de reconocimiento a la labor literaria del XVI Congreso Argentino de Libreros en 1974.
- Premio Anual a la trayectoria periodística del Círculo de la Prensa de Tucumán en 1974.
- Premio Gente de Letras al Periodismo 1995.
- Premio Anual a la trayectoria periodística del Círculo de la Prensa de Tucumán en 1995.
- Premio Julio Cortázar de la Cámara Argentina del Libro en 1999.
- Premio Adepa 2008 en Derechos humanos como director de La Gaceta Literaria.
- Premio Laurel de Plata a la personalidad del año 1989 del Ateneo Rotary Club de Buenos Aires.
- Plaqueta correspondiente a ‘’literatura’’ del Consejo Provincial de Difusión Cultural de Tucumán en 1969.
- Medalla de oro de la Peña El Cardón en 1999.
- Medalla a una de las diez personalidades de la cultura del ‘’Centro de Amigos de la Bibliotecas de Tucumán’’ en el año 1970.[cita requerida]

Daniel Alberto Dessein falleció en San Miguel de Tucumán el 24 de mayo de 2010.